# Lupinus goodspeedii
Lupinus goodspeedii är en ärtväxtart som beskrevs av James Francis Macbride. Lupinus goodspeedii ingår i släktet lupiner, och familjen ärtväxter. Inga underarter finns listade i Catalogue of Life.